# Blaž Vrhovnik
Blaž Vrhovnik, slovenski smučarski skakalec, * 8. maj 1981, Ljubljana.
Vrhovnik je za Slovenijo nastopil na Zimskih olimpijskih igrah 1998 v Naganu, kjer je na veliki skakalnici osvojil 17. mesto, na srednji skakalnici 38. mesto, na ekipni tekmi pa deseto mesto. Njegov osebni rekord je 186 m. V svetovnem pokalu se mu je med sezonama 1996/97 in 2001/02 dvanajstkrat uspelo uvrstiti med dobitnike točk na posamičnih tekmah in enkrat na ekipni tekmi. Najboljšo uvrstitev je dosegel 11. marca 1998 z dvanajstim mestom v Falunu. Na Svetovnem prvenstvu 1997 v Trondheimu je zasedel 24. mesto na veliki skakalnici in šesto na ekipni tekmi, na Svetovnem prvenstvu v smučarskih poletih 2000 v Vikersundu pa 38. mesto. Na tekmah kontinentalnega pokala je najboljšo uvrstitev dosegel 26. decembra 2001, ko je v St. Moritz osvojil tretje mesto.